# 藤吉好則
藤吉 好則（ふじよし よしのり、1948年 - ）は、日本の生物学者。京都大学名誉教授、東京科学大学総合研究院高等研究府特別栄誉教授、日本学士院会員。日本学士院賞受賞。紫綬褒章、瑞宝重光章受章。専門は、生物物理学、構造生理学。岐阜県岐阜市出身。
極低温電子顕微鏡の開発を通じて、膜タンパク質の構造解析を可能にし、その構造の解明に貢献した。これまでの主な業績として、バクテリオロドプシン、水チャネル（アクアポリン）、アセチルコリン受容体、ギャップジャンクション、タイトジャンクションの鍵となるクローディンの構造と機能の解明がある。

## 経歴
- 1967年 岐阜県立岐阜北高等学校卒
- 1971年 名古屋大学理学部化学科卒業
- 1979年 京都大学大学院理学研究科博士課程退学
- 1980年 京都大学化学研究所教務職員
- 1982年 理学博士（京都大学）
- 1985年 京都大学助手
- 1987年 蛋白質工学研究所主任研究員
- 1988年 同研究所主席研究員
- 1994年 松下電器国際研究所リサーチディレクター
- 1996年 京都大学大学院理学研究科教授
- 2012年 名古屋大学細胞生理学研究センター教授（センター長兼任）
- 2013年 名古屋大学大学院創薬科学研究科／細胞生理学研究センター特任教授
- 2017年 名古屋大学細胞生理学研究センター客員教授
- 2017年 株式会社CeSPIA[4]を設立。取締役
- 2019年 東京医科歯科大学高等研究院卓越研究部門細胞構造生理学研究室（CeSPL）特別栄誉教授
- 2024年10月　東京科学大学総合研究院高等研究府細胞構造生理学研究室（CeSPL）特別栄誉教授（統合による名称変更）

## 受賞・叙勲
- 2005年　山崎貞一賞[5]
- 2005年　産学官連携功労者表彰科学技術政策担当大臣賞
- 2005年　慶應医学賞
- 2006年　島津賞
- 2006年　紫綬褒章[6]
- 2008年　日本学士院賞
- 2010年　アンフィンゼン賞
- 2016年　藤原賞
- 2019年　日本学士院会員（第2部第7分科（医学・薬学・歯学））
- 2021年　瑞宝重光章[7][8]

## 兼任する役職等
- 1999年-2003年 理化学研究所播磨連携メンブレンダイナミクス研究グループ生体マルチソームチーム・チームリーダー
- 2003年-2006年 理化学研究所播磨連携メンブレンダイナミクス研究グループ・グループリーダー
- 2000年-2004年 産業技術総合研究所生物情報解析研究センター高次構造解析チーム・チームリーダー